# Busto de Adiyogi Shiva
El busto de Shiva Adiyogui es un busto colosal de acero de 34 m de altura, 45 m de largo y 25 m de ancho, que representa al dios Shiva con Thirunamam en Coimbatore, Tamil Nadu. Está reconocido por el Libro Guinness de los Récords como la “Escultura de busto más grande” del mundo. Diseñada por Sadhguru, fundador y director de la Fundación Isha, la estatua pesa alrededor de 500 toneladas (500 000 kg).
Adiyogui se refiere a Shiva como el primer yogui. Fue establecido para inspirar a las personas hacia el bienestar interior a través del yoga.
La estatua fue inaugurada el 24 de febrero de 2017 por el primer ministro de la India, Narendra Modi, durante la fiesta de Maha Shivaratri.
Desde 2019, un espectáculo 3D de luz y sonido de catorce minutos que narra la historia de Adiyoqui y cómo entregó la ciencia del yoga a los seres humanos, se proyecta sobre la estatua todos los días a partir de las 19:00 horas.